# Mont-Tremblant (Quebec)
|  | Per a altres significats, vegeu «Mont Tremblant». |

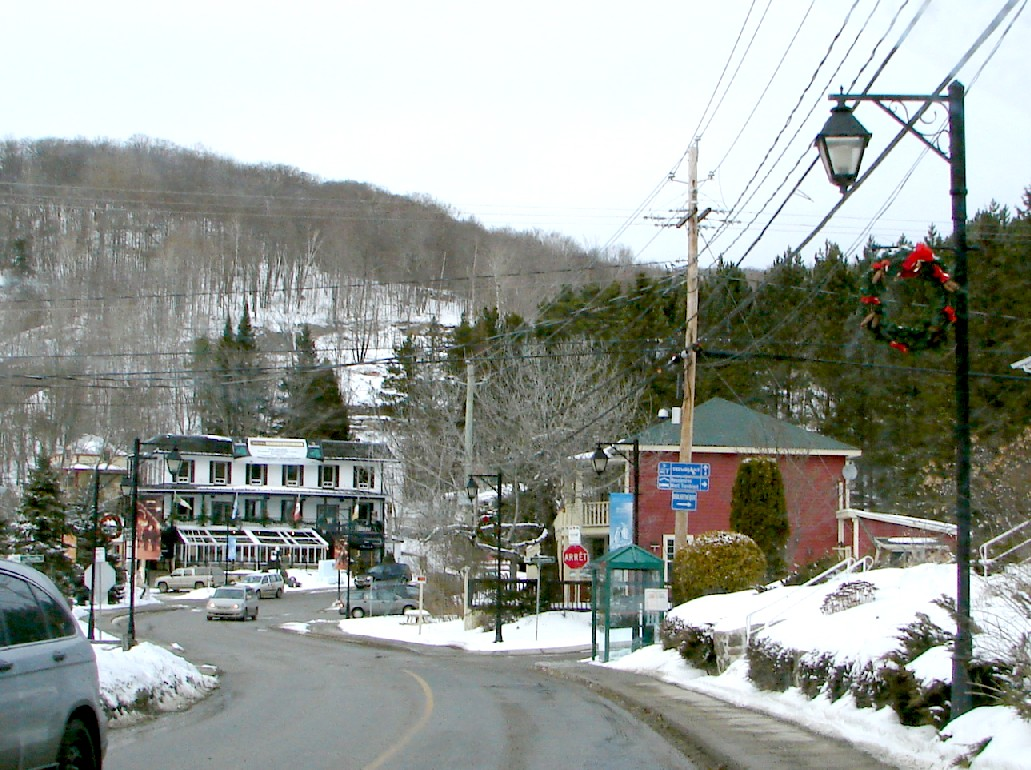
Centre del poble de Mont-Tremblant

Mont-Tremblant és un municipi del Quebec situat dins la municipalitat regional del comtat (MRC) dels Laurentides i la regió administrativa de les Laurentides. La vila pren el seu nom del mont Tremblant.
Segons el cens de 2011, aquesta vila té 9.494 habitants amb una superfície de 256 km². La vila es va constituir el 2000 per fusió de les poblacions de Saint-Jovite, Saint-Jovite-Paroisse, Mont-Tremblant-Village i Lac-Tremblant-Nord. A partir d'un referèndum la població de Lac-Tremblant-Nord va sortir d'aquesta fusió.

## Història
Al segle xvii els algonquins identificaren l'elevació Manitou Ewitchi Saga, com la muntanya de manitou o fins i tot com Manitonga Soutana, la muntanya dels esperits o del diable.
La regió va ser colonitzada el segle xix pel capellà Antoine Labelle que volia evitar l'expansió dels protestants. Va dissenyar l'emplaçament dels pobles segons la fertilitat del sòl.